# Sulcopyrenula
Sulcopyrenula är ett släkte av lavar. Sulcopyrenula ingår i familjen Pyrenulaceae, ordningen Pyrenulales, klassen Eurotiomycetes, divisionen sporsäcksvampar och riket svampar.
|               | Pyrenula                                 |
|               |                                          |
|               | Anthracothecium                          |
|               |                                          |
|               | Lithothelium                             |
|               |                                          |
|               | Distopyrenis                             |
|               |                                          |
|               | Clypeopyrenis                            |
|               |                                          |
| Sulcopyrenula | \| \| Sulcopyrenula cruciata \| \| \| \| |
|               | \| \| Sulcopyrenula cruciata \| \| \| \| |
|               | Mazaediothecium                          |
|               |                                          |
|               | Pyrgillus                                |
|               |                                          |
|               | Sulcopyrenula cruciata                   |
|               |                                          |

|  | Sulcopyrenula cruciata |
|  |                        |